# Мізар
 Мізар  (мак. Мизар) — македонський рок-гурт утворений у 1983 році у місті Скоп'є.
Вони досягли статусу культового гурту, як в Північній Македонії так і на території всієї колишньої Югославії. Також гурт був частиною політично-культурного руху Македонска стрељба
Група відрізняється тим, що свій перший однойменний альбом, був записаний суто македонською мовою. Раніше македонські гурти, з маркетингових міркувань, співали сербсько-хорватською, тому що це була найпоширеніша мова в багатомовній Югославської федерації. Альбом мав великий успіх, і, трохи згодом, він був віднесений до десятки провідних рок альбомів, які коли-небудь виходили в Югославії.
Мізар був утворений в 1983 році в тодішній Соціалістичної Республіки Македонії, яка була частиною Соціалістичної Федеративної Республіки Югославії. Через свій авангардний стиль, співчуття православ'ю і підтримки македонського руху самовизначення, колишнім комуністичним режимом, гурт розглядався з певним ступенем підозрілості. А проте, група отримала велику увагу засобів масової інформації, включаючи численні виступи по національному телебаченню.

## Назва
Група отримала свою назву на честь зірки Міцар з сузір'я Великої Медведиці, яка є провідною зіркою для орієнтації мандрівників в пустелях. Назва була дана Пантою Джамбазоскі.

## Музика гурту
Музичний стиль Мізар — це мікс з пост-панку, дарквейву і готик-року. Мізар використовує елементи традиційного македонського фольклору та візантійської музики. Іншою важливою частиною їхньої музики є вокал (як Таневского так і Трайковского), який оснований на піснеспіви православної церкви. Багато з їх пісень написані церковно-слов'янською мовою.

## Історія Мізар
У довгій історії гурту, умовно можна відрізнити три періоди
Кожен з тих періодів, учасники гурту називають одкровенням, всі три з них — з різними співаками.

### Перше одкровення (Рісто Вртєв)
Група була утворена в 1983 році в Скоп'є, але їх перший однойменний альбом вийшов у 1988 році. Перший склад Мізар був таким:
- Горазд Чаповський (гітара)
- Рісто Вртев (вокал)
- Ілля Стояновський (бас-гітара)
- Панта Джамбазоський (барабани)

### Друге одкровення (Горан Таневський)

Обкладинка дебютного альбому

У 1985 Вртєв залишив Мізар і на його місце прийшов Горан Таневскі. Крім того у гурті з'явився ще один новачок — клавішник Слободан Стояновскі. Ця зміна складу також вплинула на їх музичний стиль. Вони почали використовувати елементи традиційного македонського фольклора та візантійської музики, які були поєднанні з пост-панком, Darkwave і готик-роком. Цей етап Мізар знаний як Мізар — Второ Откровение (Мізар — Друге Одкровення). Вртев пізніше заснував гурт Архангел, який, протягом 90-х років, був визнаний найкращим рок-колективом Македонії. Архангел успадкував деякі риси Мізар, але з традиційнішим рок-підходом, через що, Архангел, іноді згадувався як «рок-версія» Мізар. Протягом 1986 та 1987 років було багато змін у складі, певний час на бас-гітарі грав Горан Трайковський, який трохи згодом стане вокалістом.
У 1987 році вони записали кілька демо і підтримували Laibach і Disciplina Kicme в їх турі Югославією. У наступному році, вони виступили на сцені самого видатного югославського рок-фестивалю, який відбувся в місті Суботиці, де вони були нагороджені за свій унікальний стиль.
Вони випустили свій перший, однойменний альбом, в 1988 році в наступному складі:
- Горан Таневський (вокал)
- Горазд Чаповський (гітара)
- Борис Георгіев (барабани) (колишній Badmingtons)
- Сашо Крстевський (бас-гітара)
- Катерина Вел'яновська (клавішні)

Продюсером був Горан Лисиця-Фокс. Окрім власних пісень, альбом також містить кавер-версію македонської народної пісні Zajdi, Zajdi. У альбомі цей кавер присутній під назвою «Златно сонце» (Золоте сонце). Одна з найвідоміших пісень з альбому стала «Девојка од Бронза» (Дівчинка з бронзи).
Їх другий альбом вийшов 1991 року під назвою «Свјат Dreams» (Солодкі мрії). Назва платівки була навіяна піснею Sweet Dreams колективу Eurythmics. На цьому альбомі вони охоплюють традиційні пісні 1762 та пісню, написану Рісто Вртевим — першим вокалістом Мізар — під назвою «Будинок» (Home).
Після випуску другого альбому групи Таневскі залишив гурт і був замінений вокалісткою Норою, але незабаром до кінця 1991 року група розпалася. Таневський бере участь в організації концертів, Каєвський відновив свою стару групу Kiborg, а Чаковський поїхав до Австралії. Там, в 1993 році, він сформував гурт «Кисмет», який вважається своєрідним продовженням Мізар. Існування Кисмет закінчилася в 1999 році, коли Горазд повернувся до Македонії.

### Третє Одкровення (Горан Трайкоскі)
У 2001 році був виданий треб'ют-альбом, під назвою «Tribute To Mizar». Це була колекція кавер-версій пісень Мізар, яка була зроблена низкою провідних гуртів Македонії. Через два роки перші два альбоми гурту були перевидані на CD суто для македонського ринку, але ці записи швидко поширилася по країнах колишньої Югославії. Крім альбомів, компакт-диски також містили демо і концертні записи.
Мізар возз'єднався на початку 2003 року, зі своїми колишніми членами (Горан Трайковський як вокаліст). Відтоді вони, по-перше випустили сингл: «Почесна Стрелба» (Почесний Взвод): а літом відіграли на фестивалю «EXIT» в місті Новий Сад. Також колектив виступив в альтернативному клубі Mochvara у Загребі. Наступного року вийшов новий альбом під назвою «Кобна Убавина» (Terrible Beauty (is born)/Грізна краса (народилася). 2005 року Мізар гастролював екс-Югославією. У серпні Мізар відвідав Хорватію де гастролював разом з хорватським готичним гуртом з Загреба — Phantasmagoria. Разом вони відвідали Пулу, Задар, Спліт та Дубровник. На початку листопада, того ж року, вони відвідали Сербію і Чорногорію, де виступили в Панчево, Белграді та Крагуєваці.
Влітку 2006 року Трайковського змінив Таневський. На початку листопада того ж року Мізар грали у Белграді, де оголосили про те що вони працюють над своїм новим альбомом з Таневським на вокалі.
Альбом з'явився в кінці 2007 року під назвою «Поглед кон цветната градина» (A View to a Flower Garden). Крім Македонії альбом видавався ще у Болгарії та Росії.
Влітку 2009, з'явився новий сингл — «Бело море» (Біле море), який був записаний при участі хору «Хармосини». Кліп на пісню був змонтований з документальних фільмів о Грецькій громадянській війні 1946-1949 років. Стало відомо, що два колективи разом працюють над створенням сумісного альбому. Платівка отримала назву Детето и Белото море і побачила світ наступного року.

## Дискографія
- 1988 — Mizar
- 1991 — Svjat Dreams
- 2004 — Terrible Beauty (is born)
- 2007 — A View To A Flower Garden
- 2010 — Детето и Белото море